# Почти стемнело
«Почти стемнело» (англ. Near Dark) — американский кинофильм в жанре мистического триллера 1987 года режиссёра и соавтора сценария Кэтрин Бигелоу. Фильм приобрел культовый статус.

## Сюжет
Однажды ночью в маленьком городке Оклахомы молодой человек по имени Калеб Колтон встречает привлекательную девушку-бродяжку по имени Мэй. Незадолго до рассвета она кусает его за шею и убегает. С первыми лучами солнца кожа Калеба начинает дымиться и обгорать. Мэй возвращается с группой кочующих вампиров в фургоне и забирает его с собой. Самый безумный из вампиров, Северен, хочет убить Калеба, но Мэй заявляет, что уже обратила его. Харизматичный лидер группы, Джесси Хукер, неохотно соглашается дать Калебу неделю, чтобы тот научился охотиться и заслужил их доверие.
Однако Калеб отказывается убивать ради еды, что отдаляет его от остальных. Чтобы защитить его, Мэй сама убивает жертв и даёт Калебу пить кровь со своего запястья.
Группа заходит в бар, убивает всех внутри и поджигает здание. Все, кроме Мэй, хотят убить Калеба за то, что он позволил одному из посетителей сбежать, подвергнув всех опасности. Но позже Калеб спасает их, помогая сбежать из мотеля во время дневного полицейского рейда. Джесси и остальные признают его заслуги и временно смягчаются. Между ними начинает складываться товарищество: Калеб спрашивает Джесси, сколько тому лет, и тот отвечает, что «воевал за Юг» во время Гражданской войны в США, что делает его примерно 150-летним. (Северен ранее намекал, что они с Джесси якобы устроили Великий пожар в Чикаго в 1871 году.)
Тем временем отец Калеба ведёт поиски. Младший вампир Гомер знакомится с сестрой Калеба, Сарой, и хочет обратить её в свою спутницу, но Калеб против. Пока группа спорит, отец Калеба появляется и, угрожая оружием, требует освободить Сару. Джесси провоцирует его на выстрел, затем выплёвывает пулю и отбирает пистолет. В суматохе Сара открывает дверь, впуская солнечный свет, от которого вампиры начинают гореть. Калеб сбегает вместе с семьёй.
Он предлагает попробовать переливание крови. К удивлению всех, трансформация Калеба обращается вспять, и он снова становится человеком. В ту же ночь вампиры ищут Калеба и Сару. Мэй отвлекает Калеба, уговаривая его вернуться, пока остальные похищают его сестру. Калеб обнаруживает исчезновение Сары и пробитые шины, но пускается в погоню верхом. Когда лошадь сбрасывает его, появляется Северен. Калеб захватывает фуру и переезжает его. Однако Северен, тяжело раненый, вскакивает на капот и рвёт проводку двигателя. Калеб опрокидывает фуру и прыгает, когда та взрывается, убивая Северена.
Желая отомстить, Джесси и его подруга Даймондбэк пускаются в погоню, но с наступлением утра им приходится бежать. Мэй, пытаясь спасти Сару, выламывает дверь машины и уносит её наружу. Кожа Мэй начинает дымиться и обгорать, но она успевает передать Сару в объятия Калеба, спрятавшись под его курткой. Гомер пытается последовать за ними, но погибает от солнечного света. Лишившись защиты от солнца, Джесси и Даймондбэк тоже начинают гореть. Они пытаются задавить Калеба и Сару машиной, но терпят неудачу и погибают в результате взрыва.
Позже Мэй приходит в себя, её ожоги зажили — ей тоже сделали переливание крови, и она излечилась. Она говорит, что боится, и Калеб обнимает её, утешая. На этом фильм заканчивается.

## Актёры
- Эдриан Пасдар — Кайлеб Колтон
- Дженни Райт — Мэй
- Лэнс Хенриксен — Джесс Хукер, глава вампирского клана
- Билл Пэкстон — Северен, вампир
- Дженетт Голдстин — Даймондбек, вампирша
- Тим Томерсон — Лой Колтон, отец Кейлеба
- Джошуа Джон Миллер — Гомер, вампир-ребёнок
- Марси Лидс — Сара Колтон, сестра Кайлеба

## Производство
Фильм стал частью возрождения американского вампирского кино в 1980-х годах, наряду с такими фильмами, как «Ночь страха», «Однажды укушенный», «Вамп», «Пропащие ребята», и «Взвод монстров».
Режиссёр и соавтор сценария Кэтрин Бигелоу изначально хотела снять вестерн. Однако вместе с соавтором Эриком Редом они столкнулись с трудностями в поиске финансирования для такого проекта, поэтому решили объединить жанр вестерна с более популярным на тот момент вампирским жанром. По словам Бигелоу и Реда, оба жанра были благодатной почвой для переосмысления. Ранее подобное смешение уже встречалось в кино как минимум дважды — в фильмах Curse of the Undead, 1959 и Billy the Kid Versus Dracula, 1966.
Бигелоу была знакома с режиссёром Джеймсом Кэмероном (впоследствии они поженились), автором «Чужие», в котором снимались три актёра, впоследствии участвовавших в Near Dark — Билл Пэкстон, Дженетт Голдстин и Лэнс Хенриксен. Актёру Майклу Бину первоначально предложили роль Джесси Хукера, но он отказался, посчитав сценарий запутанным. Роль в итоге досталась Лэнсу Хенриксену.
Интересный факт: в одной из сцен фильма на заднем плане видно кинотеатр, на афише которого значится Aliens. Кроме того, Джеймс Кэмерон сыграл камео — он исполнил роль прохожего, который показывает неприличный жест Северену.

## Саундтрек
Музыку к фильму создала немецкая группа Tangerine Dream.